# Csorbatói Fogaskerekű Vasút
A Csorbatói Fogaskerekű Vasút (szlovákul Ozubnicová Železnica Štrba-Štrbské pleso, OŽ) a csorbai vasútállomást köti össze Csorbató üdülőhellyel és a Tátrai villamosvasúttal. A köznyelvben általában csak Zubačkának hívják.

## Története

### A régi fogaskerekű
A Kassa-Oderberg vasútvonal 1871-es megnyitásával a Magas-Tátra vasúttal is elérhetővé vált, ennek következtében pedig a turizmus rohamos fejlődésnek indult. A Riggenbach-rendszerű fogaskerekű vasutat Várnai Emil tervezte meg, amely a csorbai vasútállomást kötötte össze a csorbatói üdülőhellyel. A magyar hatóságok 1895-ben engedélyezték az építkezést, és egy évvel később, 1896. július 30-án megindult a forgalom.
A fogaskerekű vasút kezdetben csak a nyári és téli főszezonban közlekedett, ősszel és tavasszal szünetelt a forgalom. 1924-ben a Csehszlovák Államvasutak tulajdonába került. A közúti forgalom növekedésével (1926-ban párhuzamos autóbuszjárat indult, rövidebb menetidővel) és az 1912-ben megnyitott villamosvonal miatt a fogas fokozatosan veszített jelentőségéből. A csökkenő népszerűség miatt a fogaskerekű hamar veszteségessé vált. Az utolsó üzemnapja 1934. augusztus 14. volt, ezt követően a járműveket selejtezték, a pályát elbontották. Egyedül a felső állomás épülete maradt hírmondónak, melyet vendéglőként használtak tovább.
A vonalon két gőzmozdony teljesített szolgálatot, melyeket a floridsdorfi mozdonygyár készített. Hasonló mozdonyok üzemelnek a mai napig a tiroli Achenseebahn fogaskerekű vasúton.

### Az új fogaskerekű
Az 1970-ben Csorbatón megrendezendő sívilágbajnokság kapcsán merült fel 1968-ban a fogaskerekű vasút újjáépítésének gondolata. Az új, Strub-rendszerű vasúton 1970. február 12-én indult meg a forgalom. A korábbi nyomvonal kétharmada megmaradt a régi, egyharmadát viszont újratervezték. A csorbai végállomáson új csarnokot építettek, amely egyúttal a járművek tárolására is szolgál.
Az újjáépített vonalat 1500 V egyenárammal villamosították, a 3 motorvonatot a svájci Winterthurban gyártották. A szerelvények egy motorkocsiból és egy vezérlőkocsiból állnak, csak egyik oldalon vannak ajtajaik.
2020. július 6. és 2021. február 6. között a vonalat teljeskörűen felújították. Öt új, hibrid hajtású motorvonat és egy többcélú dízelmozdony került beszerzésre a Stadlertől.

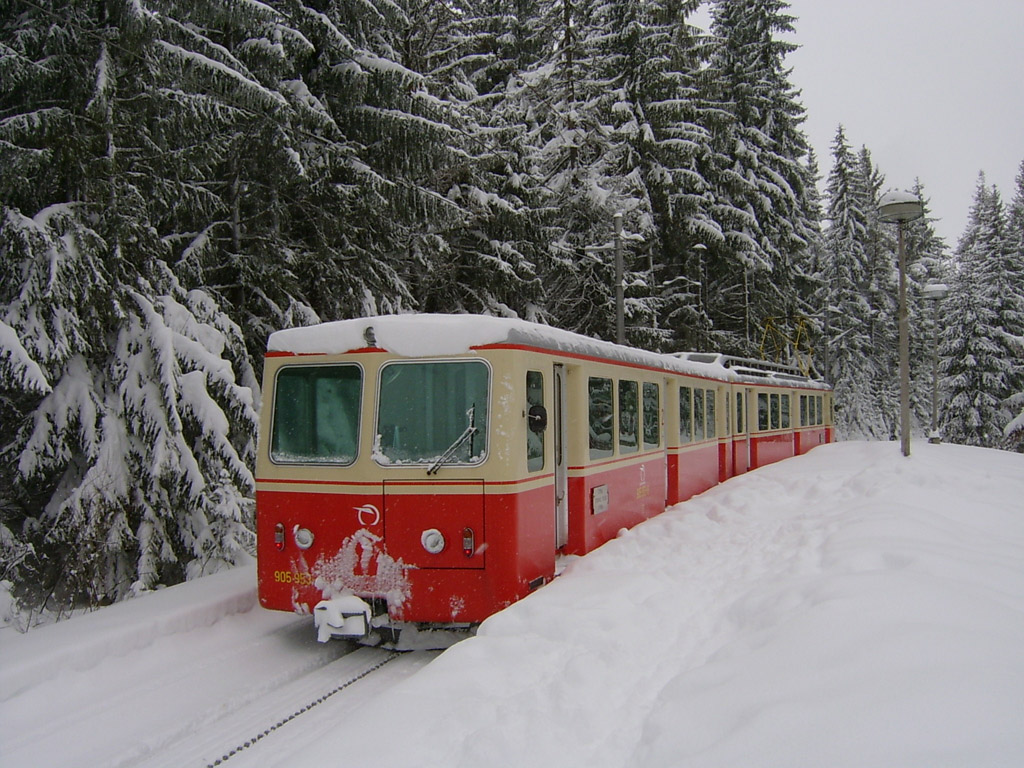
A szerelvény a Tátramogyoród megállóhelyen (Tatranský Lieskovec)

## Útvonal
- Csorba – Štrba (895m)
- Tátramogyoród megállóhely – Tatranský Lieskovec zast. (954m)
- Csorbató – Štrbské pleso (1325m)

Technikai adatok
- A vonal hossza 4753 méter,
  - A szintkülönbség 455 méter,
  - Nyomtávolsága 1000 milliméter,
  - A legnagyobb emelkedése 150‰.

A fogaskerekű vasút alsó állomása egybeépült a Kassa-Zsolna vasútvonalon fekvő csorbai állomással, amely a településhez tartozó Tátracsorba üdülőtelepen (Tatranská Štrba) található.

## Forgalom

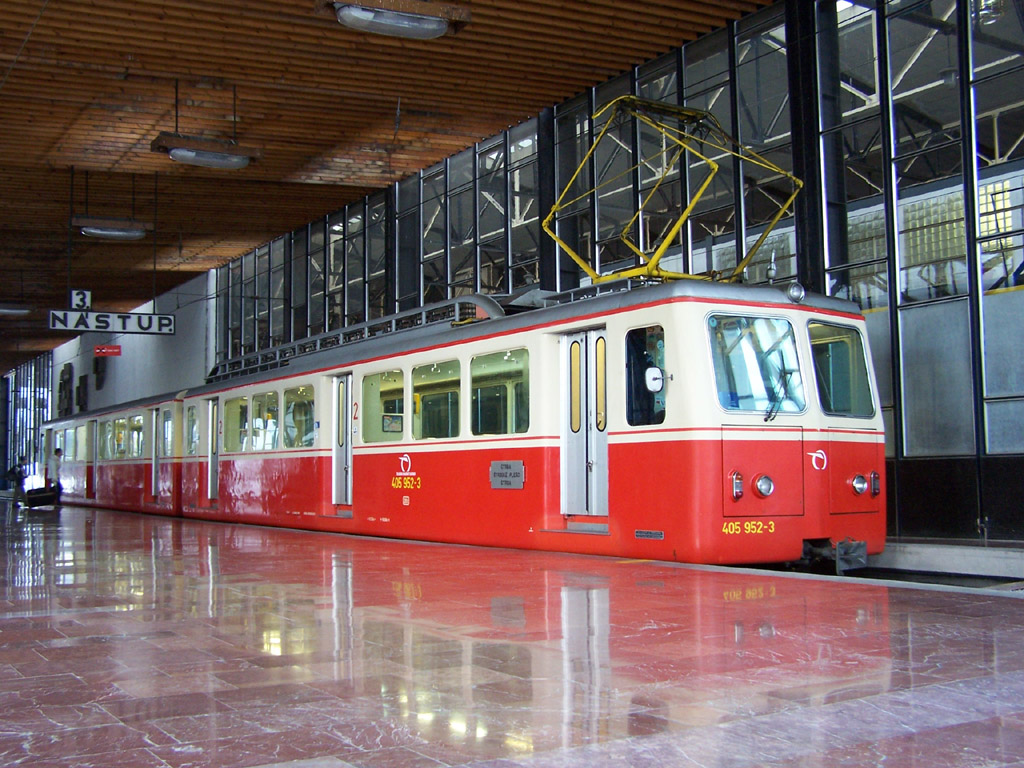
A fogaskerekű a csorbai végállomáson

A fogaskerekű az év minden napján kora reggeltől késő estig óránként közlekedik. A nyári és téli főszezonban reggel felfelé és délután lefelé több járat is közlekedik. Mivel az egyvágányú vonalon nincs kitérő, a járatsűrítést csak úgy tudják megoldani, hogy egymás után két szerelvényt indítanak. Csorbató állomáson általában közvetlen csatlakozása van a Tátravillamoshoz Ótátrafüred felé.
A fogaskerekűre csak előreváltott menetjeggyel szabad felszállni, amelyek az állomásokon kívül is sok helyen kaphatók. A vonal két zónára van felosztva, a vonatra felszállva az átlépett zónának megfelelő számú jegyet kell érvényesíteni. Kapható többzónás jegy is, ezen a zónáknak megfelelő számú ablakot kell érvényesíteni. Annak ellenére, hogy rengeteg a magyar utas, csak elvétve találni magyar nyelvű információs táblákat – ráadásul sajnos általában rossz nyelvhelyességgel.